# Красавчик (фильм, 2007)
«Краса́вчик» (Keinohrhasen с нем. — «Безухие зайцы») — немецкий художественный фильм 2007 года, поставленный в жанре романтической кинокомедии режиссёром Тилем Швайгером.

## Сюжет
Лудо работает журналистом и поставляет материал в «жёлтую» прессу. Также у него «хобби» — соблазнять девушек направо и налево.
После неудачной попытки заснять помолвку Владимира Кличко (хотел сделать снимки, но упал сквозь стеклянный потолок и свалился на торт) был приговорён к 8 месяцам тюрьмы условно. Условие — 300 часов работы в детском саду.
Воспитательницей детского сада оказалась девушка, над которой Лудо издевался в школе. Та прекрасно помнит об этом и желает проучить его. Лудо же приходит к пониманию, что он чувствует к Анне больше, чем думал раньше. Во время детского фестиваля в местном театре он срывает спектакль и признается ей в любви, сидя в зале вместе с детьми. Потеряв работу в таблоиде, он устраивается на работу в детский сад.

## В ролях
| Актёр                    | Роль                     |
| ------------------------ | ------------------------ |
| Тиль Швайгер             | Лудо Деккер              |
| Нора Чирнер              | Анна Гоцловски           |
| Маттиас Швайгхёфер       | фотограф Мориц           |
| Альвара Хёфельс          | Мириам                   |
| Юрген Фогель             | камео                    |
| Рик Каванян              | главный редактор         |
| Армин Роде               | Белло                    |
| Вольфганг Штумф          | водитель такси           |
| Барбара Рудник           | Лилли                    |
| Кристиан Трамиц          | парень Анны              |
| Владимир Кличко          | камео                    |
| Ивонн Каттерфельд        | камео                    |
| Эмма Швайгер             | Шайен-Блю                |
| Лили-Камилла Швайгер     | Саша (девочка в шапочке) |
| Луна Швайгер             | Анна в юности            |
| Валентин-Флориан Швайгер | Лудо в юности            |

## Прокат
Фильм вышел в прокат в немецких кинотеатрах 20 декабря 2007 года, получив возрастную категорию «Не рекомендуется детям до шести лет». Однако в связи с многочисленными жалобами родителей на слишком большой сексуальный контент и обилие вульгарной речи ряд министерств выступил за повторную оценку фильма, в результате которой в январе 2008 года возрастной рейтинг был изменён на «Детям до 12 лет можно лишь в сопровождении взрослых».

## Награды
- 2008
  - Золотой экран со звездой за свыше 6 миллионов проданных билетов
  - Золотой Bogey (англ. Bogey Awards) за 3 миллиона проданных билетов за 30 дней
  - Deutscher Comedypreis (нем. Deutscher Comedypreis) в категории Лучшая кинокомедия
  - Премия Эрнста Любича
  - Бэмби
- 2010
  - Бронзовая пальмовая ветвь на Международном кинофестивале в Мексике[2]